# Avenida Senador Morón
La Avenida Senador Morón es una de las principales calles de la localidad de Bella Vista, ubicada en el Partido de San Miguel, en la Provincia de Buenos Aires.

## Recorrido
La Avenida Senador Morón comienza en el límite con Campo de Mayo en el cruce con la Av. Pres. Arturo U. Illia y las vías de la Línea Urquiza y tiene un recorrido de unos 2,8 km aproximadamente, finaliza en el cruce con la Avenida Gaspar Campos.

## Historia
Su trazado comenzó para los años 1870, en medio de la fundación de los pueblos de Bella Vista y San Miguel. Ya por ese entonces había un sendero usado por carruajes y ganado popularmente llamado "Camino a Morón" que conectaba el Paso de Morales con el pueblo de Morón.  En 1914 estado Nacional eligió a La Av. Senador Morón para ser la primera Av. Pavimentada del país.
En 1997, el gobierno provincial a cargo de Duhalde le transfirió fondos al intendente de San Miguel, Aldo Rico para el ensanche y repavimentacion de la Avenida Senador Morón entre Campo de Mayo  y Avenida Gaspar Campos. 

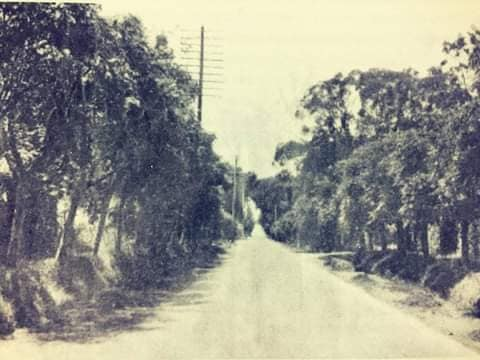
Av. Senador Moron en 1932

### Calles importantes que cruza
- 0: Inicio de la avenida en su intersección con la Av. Pres. Arturo U. Illia.
- 1.500: Cruce con la Av. Tte. Gral. Ricchieri.
- 1.800: Cruce con la Av. Francia.
- 1.900: Cruce con la calle Ente Ríos.
- 2.000: Cruce con la calle Ohiggins.
- 2.100: Cruce con la calle Munzón.
- 2.200: Cruce con la calle Ameghino.
- 2.400: Fin de la avenida en la intersección con la  Av. Gaspar Campos.